# Kateryna Derun
Kateryna Oleksandriwna Derun (ukrainisch Катерина Олександрівна Дерун; * 24. September 1993 in Schpykiw, Oblast Winnyzja) ist eine ukrainische Speerwerferin.

## Sportliche Laufbahn
Ihr erstes Großereignis waren die Jugendweltmeisterschaften 2009 in Brixen, bei denen sie in der Qualifikation ausschied. Wenige Wochen später wurde sie Fünfte beim Europäischen Olympischen Jugendfestival in Tampere. 2010 gewann sie die Goldmedaille bei den erstmals ausgetragenen Olympischen Jugend-Sommerspielen in Singapur. 2011 belegte sie bei den Junioreneuropameisterschaften in Tallinn den zwölften Platz. 2012 folgte das Aus in der Qualifikation der Juniorenweltmeisterschaften in Barcelona und 2013 bei den U23-Europameisterschaften. 2015 gewann sie bei den U23-Europameisterschaften in Tallinn die Silbermedaille hinter der klaren Favoritin aus Deutschland, Christin Hussong. Zudem qualifizierte sie sich für die Weltmeisterschaften in Peking, bei denen sie aber in der Qualifikation ausschied. 2016 qualifizierte sie sich sowohl für die Europameisterschaften in Amsterdam als auch für die Olympischen Spiele in Rio de Janeiro, schied aber beide Male in der Qualifikation aus.